# Liste von Terroranschlägen im Jahr 2025
Die Liste von Terroranschlägen im Jahr 2025 enthält eine Auswahl von Terroranschlägen, die sich im Jahr 2025 ereigneten. Attentate werden gesondert in der Liste bekannter Attentate behandelt. Die Liste von Sprengstoffanschlägen beinhaltet auch nichtterroristische Anschläge. Die Liste von Flugzeugentführungen enthält eine Liste mit meist terroristischem Hintergrund.

## Erläuterung
In der Spalte Politische Ausrichtung ist die politische bzw. weltanschauliche Einordnung der Täter angegeben: faschistisch, rassistisch, nationalistisch, nationalsozialistisch, sozialistisch, kommunistisch, antiimperialistisch, islamistisch (schiitisch, sunnitisch, deobandisch, salafistisch, wahhabitisch), hinduistisch. Bei vorrangig auf staatliche Unabhängigkeit oder Autonomie zielender Ausrichtung ist autonomistisch vorangestellt, gefolgt von der Region oder der Volksgruppe und ggf. weiteren Merkmalen der Täter: armenisch, irisch (katholisch), kurdisch, tirolisch, tschetschenisch, dagestanisch, punjabisch (sikhistisch), palästinensisch, paschtunisch.
- Wenn die Zahl der Opfer 20 oder mehr beträgt, wird sie fett dargestellt. Wenn die Zahl der Opfer 50 oder mehr beträgt, wird sie außerdem unterstrichen.
- Die Zahl bei den Anschlägen getöteter/verletzter Täter ist in Klammern ( ) gesetzt.

## Januar
| Datum/Beginn    | Betroffenes Land   | Stadt/Ort   | Artikel/Quellenangabe        | Täter                         | Politische Ausrichtung                       | Mittel                    | Ziel                | Tote       | Verletzte | Hintergrund                       |
| --------------- | ------------------ | ----------- | ---------------------------- | ----------------------------- | -------------------------------------------- | ------------------------- | ------------------- | ---------- | --------- | --------------------------------- |
| 01. Januar 2025 | Vereinigte Staaten | New Orleans | Anschlag in New Orleans 2025 | Shamsud-Din Bahar Jabbar (IS) | islamistisch (salafistisch, wahhabitisch)    | Auto, Schusswaffe         | Zivilisten          | 14 (+1)    | 57        |                                   |
| 04. Januar 2025 | Pakistan           | Turbat      | [ 5 ]                        | Balochistan Liberation Army   | autonomistisch, belutschisch-nationalistisch | Autobombe                 | Militärkonvoi       | 1          | 35        | Belutschistankonflikt             |
| 08. Januar 2025 | Benin              | Alibori     | [ 6 ]                        | JNIM                          | salafistisch, islamistisch, anti-westlich    | Sprengsätze, Schusswaffen | Militärstützpunkt   | 28         |           | Aufstand im Maghreb seit 2002     |
| 12. Januar 2025 | Nigeria            | Borno       | [ 7 ]                        | Boko Haram                    | wahhabitisch, islamistisch                   |                           | Bauern              | 40         |           | Boko-Haram-Konflikt               |
| 16. Januar 2025 | Kolumbien          | Catatumbo   | [ 8 ]                        | ELN                           | marxistisch-leninistisch                     |                           | FARC-EP-Dissidenten | 100+ (+20) | 20+       | Bewaffneter Konflikt in Kolumbien |
| 26. Januar 2025 | Nigeria            | Borno       | [ 9 ]                        | IS                            | salafistisch, wahhabitisch                   | Schusswaffen              | Militärstützpunkt   | 20         |           | Boko-Haram-Konflikt               |

## Februar
| Datum/Beginn     | Betroffenes Land             | Stadt/Ort       | Artikel/Quellenangabe                       | Täter                    | Politische Ausrichtung      | Mittel                                | Ziel                                       | Tote     | Verletzte | Hintergrund                                          |
| ---------------- | ---------------------------- | --------------- | ------------------------------------------- | ------------------------ | --------------------------- | ------------------------------------- | ------------------------------------------ | -------- | --------- | ---------------------------------------------------- |
| 01. Februar 2025 | Sudan                        | Omdurman        | [ 10 ]                                      | Rapid Support Forces     |                             | Artillerie                            | Markt                                      | 54       | 158       | Krieg im Sudan (seit 2023)                           |
| 03. Februar 2025 | Syrien                       | Manbidsch       | [ 11 ]                                      |                          |                             | Autobombe                             | Lkw mit Bäuerinnen                         | 20       | 15        | Bürgerkrieg in Syrien seit 2011                      |
| 04. Februar 2025 | Sudan                        | Khartum         | [ 12 ]                                      | Rapid Support Forces     |                             | Artillerie                            | Krankenhaus                                | 6        | 38        | Krieg im Sudan (seit 2023)                           |
| 07. Februar 2025 | Mali                         | Gao             | [ 13 ]                                      | IS                       | salafistisch, wahhabitisch  | Schusswaffen                          | Militärkonvoi                              | 25       | 13        | Krieg in Mali seit 2012                              |
| 10. Februar 2025 | Somalia                      | Bari            | [ 14 ]                                      | IS                       | salafistisch, wahhabitisch  | Selbstmordattentäter mit Autobomben   | Militärstützpunkte                         | 27 (+70) |           | Somalischer Bürgerkrieg                              |
| 10. Februar 2025 | Demokratische Republik Kongo | Ituri           | [ 15 ] [ 16 ]                               | CODECO                   | christlich-animistisch      | Schusswaffen, Macheten, Brandstiftung | Dörfer                                     | 55       | 8         | Ituri-Konflikt                                       |
| 12. Februar 2025 | Demokratische Republik Kongo | Kasanga         | Massaker von Kasanga                        | Allied Democratic Forces | islamistisch                | Hammer, Macheten                      | Dorf, Kirche, Zivilisten                   | 70+      |           | ADF-Konflikt                                         |
| 13. Februar 2025 | Deutschland                  | München         | Anschlag in München 2025                    | Farhad N. (Islamist)     | islamistisch                | Auto                                  | Demonstrationszug der Gewerkschaft ver.di. | 2        | 54        | Islamistischer Terrorismus im deutschsprachigen Raum |
| 15. Februar 2025 | Österreich                   | Villach         | Messerangriff in Villach                    | Ahmad G. (Islamist)      | islamistisch                | Messer                                | Passanten                                  | 1        | 5         | Islamistischer Terrorismus im deutschsprachigen Raum |
| 18. Februar 2025 | Sudan                        | an-Nil al-abyad | Massaker in al-Kadaris und al-Khelwat       | Rapid Support Forces     |                             | Schusswaffen                          | Zivilisten                                 | 433      |           | Krieg im Sudan (seit 2023)                           |
| 21. Februar 2025 | Deutschland                  | Berlin          | Angriff am Holocaust-Mahnmal in Berlin 2025 | Wassim al-M.             | islamistisch, antisemitisch | Messer                                |                                            |          | 1         | Islamistischer Terrorismus im deutschsprachigen Raum |
| 22. Februar 2025 | Frankreich                   | Marseille       | [ 22 ]                                      |                          |                             | Molotowcocktails                      | Russisches Konsulat                        | 0        | 0         |                                                      |
| 27. Februar 2025 | Demokratische Republik Kongo | Bukavu          | [ 23 ]                                      |                          |                             | 2 Sprengsätze, Schusswaffen           | Kundgebung                                 | 11       | 65        | Dritter Kongokrieg                                   |
| 27. Februar 2025 | Pakistan                     | Nowshera        | [ 24 ]                                      | IS                       | salafistisch, wahhabitisch  | Selbstmordattentäter                  | Hamid Ul Haq Haqqani                       | 5 (+1)   | 20        | Konflikt in Nordwest-Pakistan                        |

## März
| Datum/Beginn  | Betroffenes Land             | Stadt/Ort  | Artikel/Quellenangabe     | Täter                       | Politische Ausrichtung                       | Mittel                                | Ziel                    | Tote     | Verletzte | Hintergrund                       |
| ------------- | ---------------------------- | ---------- | ------------------------- | --------------------------- | -------------------------------------------- | ------------------------------------- | ----------------------- | -------- | --------- | --------------------------------- |
| 01. März 2025 | Demokratische Republik Kongo | Ituri      | [ 25 ]                    | Allied Democratic Forces    | islamistisch                                 | Exekution, Entführung                 | Zivilisten              | 23       |           | ADF-Konflikt                      |
| 04. März 2025 | Pakistan                     | Bannu      | [ 26 ]                    | TTP                         | deobandisch, islamisch-fundamentalistisch    | 2 Selbstmordattentäter mit Autobomben | Sicherheitseinrichtung  | 12 (+2)  | 30        | Konflikt in Nordwest-Pakistan     |
| 04. März 2025 | Südsudan                     | Nasir      | [ 27 ]                    | Nuer White Army             |                                              | Schusswaffen                          | UN-Helikopter, Soldaten | 28       |           | Bürgerkrieg im Südsudan seit 2013 |
| 11. März 2025 | Pakistan                     | Bolan-Pass | [ 28 ]                    | Balochistan Liberation Army | autonomistisch, belutschisch-nationalistisch | Geiselnahme                           | Jaffar-Express          | 31 (+33) | 38        | Belutschistankonflikt             |
| 16. März 2025 | Pakistan                     | Nushki     | [ 29 ]                    | Balochistan Liberation Army | autonomistisch, belutschisch-nationalistisch | Selbstmordattentäter, Panzerfaust     | Militärkonvoi           | 7        | 21        | Belutschistankonflikt             |
| 18. März 2025 | Somalia                      | Mogadischu | [ 30 ]                    | al-Shabaab                  | wahhabitisch, islamistisch                   | Sprengsätze                           | Hassan Sheikh Mohamud   | 10       | 20        | Somalischer Bürgerkrieg           |
| 21. März 2025 | Niger                        | Fambita    | Terrorangriff auf Fambita | ISSP                        | salafistisch, wahhabitisch                   | Schusswaffen, Brandstiftung           | Moschee, Markt, Gebäude | 44       | 20        | Aufstand im Maghreb seit 2002     |

## April
| Datum/Beginn   | Betroffenes Land | Stadt/Ort      | Artikel/Quellenangabe | Täter                | Politische Ausrichtung                    | Mittel                            | Ziel                       | Tote | Verletzte | Hintergrund                      |
| -------------- | ---------------- | -------------- | --------------------- | -------------------- | ----------------------------------------- | --------------------------------- | -------------------------- | ---- | --------- | -------------------------------- |
| 12. April 2025 | Sudan            | al-Fāschir     | [ 32 ]                | Rapid Support Forces |                                           | Schusswaffen, Raketen, Entführung | Flüchtlingslager           | 389  | 157       | Krieg im Sudan (seit 2023)       |
| 17. April 2025 | Benin            | Nationalpark W | [ 33 ]                | JNIM                 | salafistisch, islamistisch, anti-westlich | Schusswaffen                      | Soldaten                   | 54   |           | Aufstand im Maghreb seit 2002    |
| 22. April 2025 | Indien           | nahe Pahalgam  | [ 34 ]                | The Resistance Front | autonomistisch                            | Schusswaffen                      | Baisaran Valley, Touristen | 26   | 20        | Terroranschlag bei Pahalgam 2025 |
| 27. April 2025 | Sudan            | Omdurman       | [ 35 ]                | Rapid Support Forces |                                           | Schusswaffen                      | Zivilisten                 | 31   |           | Krieg im Sudan (seit 2023)       |
| 29. April 2025 | Nigeria          | Borno          | [ 36 ]                | IS                   | salafistisch, wahhabitisch                | Landmine                          | Lkw                        | 26   |           | Boko-Haram-Konflikt              |

## Mai
| Datum/Beginn | Betroffenes Land | Stadt/Ort         | Artikel/Quellenangabe           | Täter                | Politische Ausrichtung                         | Mittel                             | Ziel                                                | Tote    | Verletzte | Hintergrund                                                               |
| ------------ | ---------------- | ----------------- | ------------------------------- | -------------------- | ---------------------------------------------- | ---------------------------------- | --------------------------------------------------- | ------- | --------- | ------------------------------------------------------------------------- |
| 08. Mai 2025 | Nigeria          | Borno             | [ 37 ]                          | IPOB                 | autonomistisch, igbo-nationalistisch           | Schusswaffen, Brandstiftung        | Fahrzeuge                                           | 30 (+1) |           | Konflikt im Nigerdelta                                                    |
| 10. Mai 2025 | Sudan            | Schamal Kurdufan  | [ 38 ]                          | Rapid Support Forces |                                                | Drone                              | Gefängnis                                           | 19      | 45        | Krieg im Sudan (seit 2023)                                                |
| 11. Mai 2025 | Burkina Faso     | Djibo             | [ 39 ]                          | JNIM                 | salafistisch, islamistisch, anti-westlich      |                                    | burkinische Luftwaffe, Kontrollpunkte, Militärlager | 200+    |           | Islamistischer Aufstand in Burkina Faso                                   |
| 17. Mai 2025 | USA              | Palm Springs      | [ 40 ]                          | Guy Edward Bartkus   | antinatalistisch                               | Selbstmordattentäter mit Autobombe | Kinderwunschzentrum                                 | 0 (+1)  | 4         |                                                                           |
| 18. Mai 2025 | Deutschland      | Bielefeld         | Messerangriff in Bielefeld 2025 | Mahmoud M.           | islamistisch                                   | Messer, Stockdegen                 | Bar, Barbesucher                                    | 0       | 5         | Islamistischer Terrorismus im deutschsprachigen Raum                      |
| 18. Mai 2025 | Somalia          | Mogadischu        | [ 41 ]                          | al-Shabaab           | wahhabitisch, islamistisch                     | Selbstmordattentäter               | Militärstützpunkt, Militärrekruten                  | 20 (+1) | 15        | Somalischer Bürgerkrieg                                                   |
| 18. Mai 2025 | USA              | Washington, D.C.  | [ 42 ] [ 43 ]                   | Elias R.             | palästinensisch-nationalistisch, antisemitisch | Schusswaffe                        | Botschaftsmitarbeiter                               | 2       |           | Krieg in Israel und Gaza seit 2023, Israelisch-Palästinensischer Konflikt |
| 18. Mai 2025 | Pakistan         | Belutschistan     | [ 44 ]                          |                      |                                                | Sprengsatz, Schusswaffen           | Markt, Sicherheitskräfte                            | 4       | 20        | Belutschistankonflikt                                                     |
| 21. Mai 2025 | Pakistan         | Khuzdar           | [ 45 ]                          |                      |                                                | Selbstmordattentäter mit Autobombe | Schulbus                                            | 6 (+1)  | 38        | Belutschistankonflikt                                                     |
| 31. Mai 2025 | Frankreich       | Puget-sur-Argents | [ 46 ] [ 47 ]                   |                      | rechtsextremistisch                            | Schusswaffe                        | ausländische Nachbarn                               | 1       | 1         |                                                                           |

## Juni
| Datum/Beginn  | Betroffenes Land | Stadt/Ort               | Artikel/Quellenangabe | Täter                  | Politische Ausrichtung                           | Mittel                             | Ziel                                                        | Tote    | Verletzte | Hintergrund                                                               |
| ------------- | ---------------- | ----------------------- | --------------------- | ---------------------- | ------------------------------------------------ | ---------------------------------- | ----------------------------------------------------------- | ------- | --------- | ------------------------------------------------------------------------- |
| 01. Juni 2025 | USA              | Boulder                 | [ 48 ] [ 49 ]         | Mohamed Soliman        | antizionistisch, palästinensisch-nationalistisch | Flammenwerfer, Molotowcocktails    | Demonstration für die Freilassung von Geiseln im Gaza-Krieg | 1       | 5 (+1)    | Israelisch-Palästinensischer Konflikt, Krieg in Israel und Gaza seit 2023 |
| 01. Juni 2025 | Mali             | Timbuktu                | [ 50 ]                | JNIM                   | salafistisch, islamistisch, anti-westlich        | Schusswaffen, Sprengstoff          | Militärstützpunkt                                           | 30+     |           | Konflikt in Nordmali (seit 2012)                                          |
| 10. Juni 2025 | Kolumbien        | Cali                    | [ 51 ]                | vermutlich FARC-EP     | marxistisch-leninistisch, links-nationalistisch  | Schusswaffen, Sprengstoff          | Polizeiposten                                               | 2       | 36        | Bewaffneter Konflikt in Kolumbien                                         |
| 14. Juni 2025 | Nigeria          | Benue                   | [ 52 ] [ 53 ]         |                        |                                                  | Schusswaffen, Brandstiftung        | Dorf                                                        | 150+    |           | Hirten-Bauern-Konflikt in Nigeria                                         |
| 14. Juni 2025 | USA              | Brooklyn Park, Champlin | [ 54 ]                |                        | Anti-Abtreibung                                  | Pistole                            | Demokratische Politiker                                     | 2       | 2         |                                                                           |
| 21. Juni 2025 | Niger            | Manda                   | [ 55 ]                | vermutlich Islamisten  | islamistisch                                     |                                    | Dorf, Moschee                                               | 70+     | 20+       | Aufstand im Maghreb seit 2002                                             |
| 22. Juni 2025 | Syrien           | Damaskus                | [ 56 ] [ 57 ]         | Saraya Ansar al-Sunnah | salafistisch                                     | Schusswaffe, Selbstmordattentäter  | Kirche                                                      | 25 (+1) | 63        | Bürgerkrieg in Syrien seit 2011                                           |
| 28. Juni 2025 | Pakistan         | Khyber Pakhtunkhwa      | [ 58 ]                | TTP                    | deobandisch, islamisch-fundamentalistisch        | Selbstmordattentäter mit Autobombe | Militärkonvoi                                               | 16 (+1) | 29        | Konflikt in Nordwest-Pakistan                                             |

## Juli
| Datum/Beginn  | Betroffenes Land             | Stadt/Ort        | Artikel/Quellenangabe | Täter | Politische Ausrichtung | Mittel                      | Ziel                         | Tote | Verletzte | Hintergrund  |
| ------------- | ---------------------------- | ---------------- | --------------------- | ----- | ---------------------- | --------------------------- | ---------------------------- | ---- | --------- | ------------ |
| 12. Juli 2025 | Demokratische Republik Kongo | Ituri (Provinz)  | [ 59 ]                | ADF   | islamistisch           | Macheten, Entführung        | Militärkonvoi                | 66   |           | ADF-Konflikt |
| 26. Juli 2025 | Demokratische Republik Kongo | Ituri (Provinz)  | [ 60 ]                | ADF   | islamistisch           | Stichwaffen, Brandanschläge | Kirche, Häuser und Geschäfte | 43   |           |              |
| 29. Juli 2025 | Burkina Faso                 | Boulsa (Provinz) | [ 61 ]                | JNIM  | islamistisch           |                             | Militärbasis, Soldaten       | 50   |           |              |